# Каролина Амалия Гессен-Кассельская
Каролина Амалия Гессен-Кассельская (нем. Karoline Amalie von Hessen-Kassel; 11 июля 1771, Ханау — 22 февраля 1848, Гота) — принцесса Гессен-Кассельская, в замужестве герцогиня Саксен-Гота-Альтенбургская. Снискала большое уважение за свою благотворительную деятельность.

## Биография
Каролина Амалия — дочь ландграфа и впоследствии курфюрста Гессен-Касселя Вильгельма I и его супруги, принцессы Дании и Норвегии Вильгельмины Каролины, дочери короля Фредерика V.
Принц Фридрих Гессен-Кассельский, старший сын дяди Каролины Амалии Карла Гессен-Кассельского и его супруги Луизы Датской, в 1799 году расторг помолвку со своей кузиной, а Каролина Амалия отказала принцу Фридриху VI Гессен-Гомбургскому из-за своих чувств к графу Людвигу фон Таубе. После этого 24 апреля 1802 года Каролина Амалия вышла замуж за наследного принца Саксен-Гота-Альтенбурга Августа. Брак остался бездетным, но Каролина отдавала себя воспитанию дочери Августа от первого брака, принцессы Луизы Саксен-Гота-Альтенбургской.